# Temple de Ptah de Ramsès aimé d'Amon, dieu souverain d'Héliopolis
Pour les articles homonymes, voir Temple de Ptah.
Dénommé le temple de Ptah de Ramsès aimé d'Amon, dieu souverain d'Héliopolis, ce temple remonte dans son état le plus développé au Nouvel Empire et jouxte la grande enceinte de l'Hout-ka-Ptah, enceinte principale du site de Memphis, à son angle sud-ouest. 

## Description et fouille
Découvert en 1942 par Ahmed Badawy, ce petit temple de Ptah a été fouillé dès 1955 par Rudolf Anthes, puis dans les années 1980 par l'Egypt Exploration Society sous la direction de Jaromir Málek. L'édifice qui émergea du limon du Nil s'avéra être un temple égyptien complet, enclos dans sa propre enceinte d'une épaisseur de quatre mètres construite en briques crues. 
D'une longueur de soixante mètres, ce petit temple de Ptah présentait le plan suivant en partant du sanctuaire tripartite : 
Dans la chapelle axiale du sanctuaire subsiste un piédestal muni d'un petit escalier à trois marches. Sa forme suggère le piédestal classique des représentations du dieu Ptah, adoptant la forme du hiéroglyphe maâ. Quatre orifices sont aménagés sur son plateau indiquant l'emplacement de quatre piliers rapportés, probablement en bois, qui devaient soutenir un toit venant abriter le naos ou la statue du dieu fixée au fond. De chaque côté de cette chapelle principale deux autres chapelles de cultes étaient probablement dédiées aux dieux parèdres de Ptah, mais leur réutilisation pour des tombes tardives a fait disparaître toutes traces du mobilier qu'elles abritaient. 
Ces trois chapelles sont alignées sur un axe nord-sud et ouvrent chacune sur une salle soutenue par quatre piliers de section carrée. Cette salle est précédée d'un portique à quatre colonnes, probablement de style campaniforme, portique surélevé sur un soubassement muni d'une corniche à gorge, auquel on accédait par une rampe axiale. L'ensemble forme le sanctuaire eu temple et se développe sur une longueur de dix-sept mètres pour une façade de douze mètres. Le tout est orienté vers l'est et donne sur une longue cour à ciel ouvert d'une quarantaine de mètres délimitée au sud par le mur d'enceinte en brique et au nord par celui beaucoup plus massif de l'enceinte tardive de l'Hout-ka-Ptah. 
La porte principale de ce petit temple est donc située à l'est. Elle était formée par un pylône de près de vingt mètres de façade, placé dans l'axe du sanctuaire tripartite mais présentant curieusement un alignement nord-sud différent du reste de l'édifice, son axe  déviant légèrement vers l'ouest. Cette anomalie suggère que le pylône suivait l'axe d'un autre monument ou bien d'une voie sacrée préexistante. 
Le monument de Ramsès II ouvrait en direction d'une voie jalonnée d'autres monuments qui ont été tour à tour dégagés, tant et si bien que la partie sud du site est la zone la plus explorée de Memphis jusqu'à présent. 
Les fouilles archéologiques qui ont eu lieu dans cette partie de l'antique capitale de l'Égypte révèlent en effet que la partie méridionale de la ville contenait un grand nombre d'édifices cultuels : 
- une chapelle de Séthi Ier un peu au nord du petit temple de Ptah], découverte par Ahmed Badawy en 1950 ;
- un petit temple dédié à la déesse Hathor, dame du Sycomore Méridional, découvert fortuitement en 1969 au sud de cette voie et orienté vers le nord, c'est-à-dire l'Hout-ka-Ptah ;
- un autre petit temple de Ptah, datant également du règne de Ramsès II, mis au jour en 1959 et situé au sud du grand colosse couché du musée en plein air ;
- encore un peu plus à l'est de cet emplacement, un petit temple d'Amon fondé sous le règne de Siamon de la XXIe dynastie ;
- enfin plus à l'est toujours se trouve l'enceinte du complexe de Mérenptah, comprenant un petit temple dédié au dieu Ptah et un grand palais cérémoniel, découvert et fouillé au début du XXe siècle.

La découverte d'une nouvelle enceinte contenant un nouveau temple dédié au dieu principal de Memphis pourrait donc apporter quelques éclaircissements supplémentaires sur les diverses formes que prenait le culte du dieu de Memphis. 
Cet édifice présente une histoire architecturale assez complexe en raison des nombreux changements que la ville a vécu à dater de la fin du Nouvel Empire. Reconstruit entièrement par les premiers ramessides il a été plusieurs fois remanié puis transformé pour d'autres destinations pour finir par être enseveli par l'activité de la ville puis par la restauration de l'enceinte principale de la cité, tant et si bien que malgré sa ruine avancée ses principaux éléments ont pu être conservés sur une bonne élévation, préservant ses reliefs et ses inscriptions. 
Depuis sa découverte il reste exposé au regard des visiteurs du site qui se promènent en dehors du parcours classique emprunté par les cars de touristes qui se limitent à visiter le musée en plein de Memphis. Il n'est pas accessible et bien souvent baigne dans des eaux saumâtres résultant de la remontée du niveau de la nappe phréatique depuis la construction du grand barrage d'Assouan dans les années 1950.

## Interprétation
L'identification de ce temple et de son culte a donné lieu à plusieurs hypothèses au moment de sa découverte. 
En premier lieu l'épithète netjer heqa Iounou accolé au nom de Ramsès, est surtout connue pour Ramsès III qui dans le grand papyrus Harris énumère les différentes fondations qu'il créa ou dont il assura la pérennité dans le pays dont un temple consacré au dieu de Memphis. Les égyptologues pensèrent un temps que cette découverte pouvait correspondre à l'un des sanctuaires de ce pharaon et donc remonter à la XXe dynastie. 
Cependant, l'étude approfondie du monument ainsi que les différentes occurrences dans les nombreux protocoles qu'adopta Ramsès II lors de son long règne, révélèrent que cet édifice avait été fondé et construit par le grand souverain de la XIXe dynastie, sa décoration achevée par ses successeurs Mérenptah et Séthi II qui y laissèrent des témoignages, achevant la démonstration de l'ancienneté de l'édifice. 
Les fouilles ont également mis au jour dans les fondations du temple la présence de plusieurs blocs de remplois au nom d'Amenhotep III, démontrant que le grand Ramsès avait sans doute reconstruit ou refondé un édifice cultuel déjà existant au temps de l'autre roi-soleil du Nouvel Empire, près d'un siècle plus tôt. 
Cette fondation nommée « Le temple de Neb-Maât-Rê est uni à Ptah » est citée par plusieurs dignitaires du règne actifs dans la capitale. Ainsi Amenhotep Houy, grand intendant de Memphis sous le règne du célèbre souverain a consacré une statue le représentant sous l'aspect d'un scribe assis déroulant sur ses genoux repliés un rouleau de papyrus. Elle a été retrouvée par William Matthew Flinders Petrie au nord de l'enceinte du grand temple de Ptah. 
La longue inscription qui orne la sculpture évoque le monument comme étant une fondation de millions d'années du roi au cœur de la capitale. La présence d'un certain nombre des blocs décorés de ce temple, réutilisés par Ramsès II dans les fondations de son propre petit temple de Ptah incite certains égyptologues à penser que les deux édifices se sont succédé au même endroit.
Il s'agirait des premières preuves que le monument a probablement été démantelé et ses pierres utilisées pour refonder un sanctuaire, pratique assez courante dans l'Égypte antique et notamment sous la XIXe dynastie dont les premiers pharaons s'attachèrent tout particulièrement à restaurer les cultes et les édifices religieux négligés voire détruits lors de la révolution amarnienne.
La découverte d'Anthes pourrait donc permettre cette identification, indiquant par là même la zone où sont à rechercher les différentes fondations des pharaons du Nouvel Empire citées par les sources antiques. Ramsès cherchant à renouer avec le glorieux temps de ses ancêtres et à effacer l'outrage fait au clergé du dieu de Memphis, aurait ainsi récupéré les matériaux du monument consacré à cette forme singulière du culte du dieu memphite, peut-être tombé en désuétude à la suite de l'expérience amarnienne et l'aurait alors rebaptisé à son nom, la dotant d'un nouveau pylône et de sa propre enceinte, réactivant ainsi un lieu de culte auquel les habitants de Memphis étaient particulièrement attachés depuis plusieurs siècles. 
Parallèlement, les découvreurs ont mis au jour un bassin à libation dans le temple nouvellement fouillé. Cet ex-voto est venu apporter un autre éclairage sur les cultes qui entouraient ce sanctuaire. Datant du règne de Mérenptah, treizième fils et successeur de Ramsès II, ce petit monument donne pour la première fois une représentation en trois dimensions d'un édifice Memphis bien réel, figurant un mur crénelé, doté de grandes oreilles, au pied duquel les égyptiens venaient apporter de nombreux ex-voto sous la forme de stèles portant des représentations d'oreilles. Des stèles découvertes dans le secteur comportaient de telles figurations de l'organe de l'ouïe, répétées des dizaines de fois sur certains exemplaires. Elles étaient jusque-là interprétées comme des représentations du souhait d'être entendu par la divinité.
Grâce à ce nouveau témoignage nous savons aujourd'hui que ces stèles se réfèrent bien à un mur d'enceinte de Memphis lui-même doté d'oreilles et révéré par les habitants de la cité et de toute l'Égypte venant prier le grand dieu qui écoute les prières. La présence de cet objet votif dans le petit temple de Ptah de Ramsès II, la découverte non loin de là par William Matthew Flinders Petrie au début du XXe siècle de cette grande quantité de ces stèles si singulières avec leur oreilles identiques, confirment donc la présence de cette enceinte et de son sanctuaire non loin du secteur fouillé par Anthes, voire que le monument et l'enceinte qu'il mit au jour pouvait abriter le sanctuaire en question. 
Le temple de Ptah de Ramsès aimé d'Amon, dieu souverain d'Héliopolis est resté en fonction tout au long de la période ramesside puis, peu à peu transformé en un lieu de pèlerinage, finit par devenir une nécropole pendant la Troisième Période intermédiaire.
À la Basse époque, le secteur est progressivement abandonné, victime probablement des différents assauts de cette histoire mouvementée qui a fait de Memphis l'enjeu du pouvoir des différentes dynasties qui se succèdent alors sur le trône d'Horus. La cité est alors souvent le théâtre de ces conflits qui voient s'affronter les grandes puissances du moment afin de conquérir, de conserver ou de libérer la vallée du Nil et ses richesses. Les fouilles d'Anthes démontrent que pendant toute cette période agitée le secteur du petit temple de Ptah de Ramsès II a été détruit ou sérieusement ruiné. Puis peu à peu englouti par la ville et l'installation d'un nouveau quartier artisanal, enseveli par les couches successives de l'intense activité qui en résultat, il finit par disparaître sous l'accumulation des siècles.
L'autre révélation faite par ces fouilles est la datation de la grande enceinte de l'Hout-ka-Ptah connue à ce jour. En effet une grande partie de la portion sud-ouest de cette gigantesque enceinte a été mise au jour lors de la découverte du petit temple de Ptah de Ramsès II. Le tracé de cette grande enceinte de Memphis a été autrefois identifié par W. M. F. Petrie comme celui du temple du Nouvel Empire. Le célèbre archéologue britannique découvrant la salle hypostyle et le grand pylône occidental qui était aligné sur le tracé, la limite du mur méridional de cette même enceinte étant indiquée par le grand colosse de Ramsès, qui est aujourd'hui la pièce maîtresse du musée en plein air du site de Mit-Rahineh et la découverte au nord d'une entrée monumentale au nom également de Ramsès, tout concordait pour faire de cette enceinte celle de l'époque d'Amenhotep et de Ramsès. 
Or la partie de l'angle sud-ouest de l'enceinte mise au jour par Anthes, est construite par-dessus le petit temple de Ptah dégagé par Anthes, amputant une partie du môle nord du pylône. Cela démontre que l'enceinte telle qu'on la connaît aujourd'hui et qui est reproduite sur tous les plans des vestiges de Memphis, est bien postérieur à ce sanctuaire de la XIXe dynastie. Les résultats des fouilles montrant clairement que ce temple est resté en activité ou a été utilisé comme lieu de sépulture jusqu'à la Basse époque, les égyptologues déterminèrent ainsi que cette grande enceinte de brique édifiée juste au nord du petit temple de Ptah remontait en réalité à la fin du Ier siècle avant notre ère, soit à la fin de la période ptolémaïque et au début de l'époque romaine.
Ainsi si la portion occidentale de la grande enceinte pourrait au Nouvel Empire avoir le même tracé de l'enceinte antérieure, la portion méridionale serait en revanche différente entre les deux époques séparées par plus d'un millénaire. 
La découverte d'Anthes révélerait ainsi que la configuration de la cité avec ses temples et leurs enceintes, était alors tout autre à l'époque de Ramsès II. 
Un autre argument dans ce sens vient étayer cette hypothèse. L'enceinte même du petit temple de Ptah, d'une épaisseur de quatre mètres se trouve dans l'axe de l'enceinte qui enfermait les monuments de Mérenptah située elle beaucoup plus loin, au sud-est de l'Hout-ka-Ptah. Les tracés si on les prolonge sur une carte se rejoignent bien, cependant aucune trace d'un tel prolongement n'a été mise au jour actuellement. Nous aurions alors à l'époque de ces grands pharaons plusieurs enceintes bien séparées, toutes consacrées à différentes formes du culte du dieu Ptah et reliées entre elles par des voies processionnelles. 
Elles donneraient à la Memphis du Nouvel Empire un nouveau visage bien différent de celui de la Basse époque et de la fin de l'histoire dynastique du pays, celle qu'Hérodote visita et qui fut embellie par les Lagides.
À l'occasion d'une de ces restaurations, les architectes antiques semblent avoir remis au jour le petit temple de Ptah de Ramsès II en refondant l'enceinte du grand téménos du dieu Ptah. En effet, le mur tardif présente à cet endroit juste avant son retour vers le nord un redans externe et interne assez important formant un massif rectangulaire qui semble épargner le sanctuaire du petit temple de Ptah, comme si on avait gardé le souvenir de son emplacement ou plus probablement parce qu'on l'avait alors remis au jour et qu'il n'aurait pas été convenable de le raser complètement. On notera par ailleurs qu'un des grands prêtres de Ptah de cette époque occupe la charge, probablement honorifique, de prêtre de Ramsès, dieu souverain d'Héliopolis. 
Ainsi, bien que le monument ait été détruit depuis longtemps, il apparaît à nouveau à la fin de l'histoire dynastique du pays, ou en tout cas son souvenir en a été réactivé lors de l'une des dernières restaurations de la cité commandée par les prêtres de l'antique divinité de Memphis.